# 米尔达·瓦尔丘凯特
米尔达·瓦尔丘凯特（1994年5月24日—）生于维尔纽斯，是一名立陶宛女子赛艇运动员，主攻双桨项目。她的父母都从事赛艇运动，她也在13岁时开始练习赛艇，当时由她的父亲担任教练，四年后，她便成为世界青年冠军。后来，她进入维尔纽斯大学修读商业信息管理专业。2013年，她和多娜塔·维什塔尔泰特搭档在世界锦标赛上夺得女子双人双桨冠军，这是她的首个成年组世界锦标赛冠军。